# ケンドール・キップ
ケンドール・キップ（Kendall Kipp、2000年12月12日 - ）は、アメリカ合衆国の女子バレーボール選手である。アメリカ合衆国代表。

## 来歴

### クラブチーム
カリフォルニア州ニューポートビーチ出身。2019年、スタンフォード大学へ進学。在学中、2019年のNCAA女子バレーボール選手権では優勝を経験し、2022年大会ではMVPに選ばれた。卒業後の2023/24シーズンはイタリアセリエA1のイル・ビゾンテ・フィレンツェと契約した。リーグ終了後の2024年4月、母国のプロ・バレーボール・フェデレーションのコロンバス・フューリーと契約しプレーした。2024年5月、トルコリーグのワクフバンクSKへの移籍が発表された。

### 代表チーム
アンダーカテゴリーの代表として2016年、U-18北中米選手権で銀メダルを獲得。2017年、U-19世界選手権に出場した。2019年、U-21世界選手権に出場した。2024年、シニア代表に初選出され、同年8月のパンアメリカンカップで銀メダルを獲得し、自身はベストオポジット賞を受賞した。

## 受賞歴
- 2022年 - NCAA女子バレーボール選手権 ベストオポジット賞
- 2024年 - パンアメリカンカップ　ベストオポジット賞

## 所属クラブ
- スタンフォード大学（2019-2023年）
- イル・ビゾンテ・フィレンツェ（2023-2024年）
- コロンバス・フューリー（英語版）（2024年）
- ワクフバンクSK（2024年-）